# Guido de Neve
Pour les articles homonymes, voir de Neve.
Guido de Neve, né à Hasselt (Belgique) le 8 janvier 1963, est un violoniste belge qui se distingue par sa polyvalence et sa virtuosité ainsi que par son interprétation personnelle sur violon des époques baroque, romantique et moderne. 
Il mène également des recherches d'archives sur des œuvres inconnues de l'histoire de la musique flamande, qu'il rend à nouveau accessibles au public. Il est professeur de violon au Conservatoire royal d'Anvers.

## Biographie
Guido de Neve joue sur un violon construit à Gand par Hendrik Willems en 1692.